# Разом заради майбутнього
Разом заради майбутнього (італ. Insieme per il futuro)  — колишня центристська політична партія в Італії. Її засновник та лідер Луїджі Ді Майо.
Представлена в палата депутатів, сенаті та Європарламенті. До РЗМ також входять кілька регіональних радників, мерів та місцевих радників. Усі її члени були обрані до італійського парламенту від Руху п'яти зірок на загальних виборах 2018 року, але вийшли з партії у червні 2022 року, коли колишній лідер партії, та міністр закордонних справ Ді Майо вирішив сформувати свою власну політичну групу після конфлікту з теперішнім головою партії та колишнім прем'єр-міністром Джузеппе Конте, якого Ді Майо звинуватив у підриві зусиль уряду щодо підтримки України та ослаблення позицій Риму в Європейському Союзі.
Ді Майо пояснив, що РЗМ не буде «особистою партією» і відкине популізм, але буде відкрита для внеску людей із різним політичним досвідом, особливо мерів. Також було оголошено, що остаточна назва партії буде обрана згодом.

## Історія
Протягом 2022 року всередині Руху п'яти зірок зростала напруженість між лідером партії Джузеппе Конте та колишнім лідером партії Луїджі Ді Майо. Два основних представники руху неодноразово конфліктували, в першу чергу з приводу політики, що просувається урядом Маріо Драґі, у якому Ді Майо обіймає посаду міністра закордонних справ. Два політики посварилися також напередодні президентських виборів 2022 року, під час яких Конте підтримав разом з лідером Ліги Півночі Маттео Сальвіні кандидатуру Елізабетт Беллоні, яку зустрів опозиційно Ді Майо.
На початку червня 2022 року Конте став особливо критично ставитися до підходу уряду Італії щодо політики щодо російського вторгнення в Україну і, зокрема, надання військової допомоги українському уряду. З іншого боку, Ді Майо, як міністр закордонних справ, рішуче захищав роботу уряду. Ді Майо також назвав нове керівництво партії «незрілим» і слабким щодо атлантизму, тоді як Конте та його союзники пригрозили виключити Ді Майо з партії.
Зокрема 19 червня Міністр закордонних справ Ді Майо в неділю звинуватив свою власну партію у підриві зусиль уряду щодо підтримки України.
Ді Майо заявив, що уряд має захищати цінності демократії та свободи. Міністр зазначив: хоча всі хочуть миру, президент Росії Володимир Путін веде війну. Він додав, що члени його партії «Рух п'яти зірок» атакували його з «ненавистю» та створювали проблеми для уряду та його репутації у відносинах із партнерами по ЄС.

Після виходу з партії Ді Майо зазначив — 
|  | "Ми обов'язково мали вибрати, з якого боку історії знаходитися – на боці України, на яку напали, або на боці агресора Росії. Позиції деяких лідерів Р5З ризикувала послабити нашу країну" |

.
Після поганого результату на виборах Ді Майо та більшість членів партії пішли з політики, і партія була фактично розпущена.

## Вибори 2022 року та трансформація в альянс
1 серпня, у зв'язку з майбутніми виборами, РЗМ разом із Демократичним центром створили політичний альянс Громадянська відданість, до якої пізніше приєдналась ще Італійська республіканська партія.
На загальних виборах Громадянська відданість буде брати участь у складі Лівоцентристської коаліції, разом з Демократичною партією, Європою+ та Зеленим альянсом.
Альянс лівоцентристів — союз із розрахунку, аби не допустити приходу ультраправого уряду на чолі з партіями Маттео Сальвіні «Ліга Півночі», Сільвіо Берлусконі «Вперед, Італіє» та Джорджії Мелоні «Брати Італії». Партії сильно розходяться у своїх програмах.

## Лідери
- Лідер партії: Луїджі Ді Майо
- Генеральний секретар: Вінченцо Спадафора[en] (з 2022 р.).
- Координатор політичного маніфесту: Джузеппе Л'Аббате (з 2022 р.).
- Лідер у Палаті депутатів: Іоланда Ді Стасіо (з 2022 р.).
- Лідер у Сенаті: Прімо Ді Нікола (з 2022 р.).